# Pierre-Charles Cosson
Pour les articles homonymes, voir Cosson (homonymie).
Pierre-Charles Cosson, né vers 1737 à Mézières et mort 17 juillet 1801 à Paris, est un passionné de l'instruction publique française.

## Biographie
Pierre-Charles Cosson naquit en 1737, de Pierre Cosson, entrepreneur des fortifications à Mézières, et de Catherine Charlotte Depeyre. Il manifesta tôt dans sa jeunesse du goût pour l'étude et suivit sa scolarité à Charleville puis, assez vite, au collège Sainte-Barbe, à Paris. À peine reçu maître-ès-arts, il concourut pour le prix d'éloquence latine et deux fois, en 1762 et 1763, il fut vainqueur.

### Avant la Révolution
Nommé professeur d'humanités à Metz en 1763 il passa l'année suivante au collège royal de la Flèche comme régent de rhétorique.
Dans cette année 1764, il remporta le prix que l'académie de Besançon avait proposé sur cette question : « Les progrès des modernes ne dispensent point de l'étude des anciens » et son discours prouva qu'il avait approfondi les uns et les autres.
En 1767, il obtint  la chaire de seconde du collège Mazarin. Le jeune professeur, après avoir satisfait aux vœux de l'université, qui exigeait de ses maîtres des compositions latines, cultiva aussi la littérature française, puisqu'elle devait faire partie de son enseignement. 
L’Éloge de Bayard, expression éloquente de patriotisme, qu'il publia en 1770, fit remarquer ses talents.
La traduction de Tite-Live, par  François Guérin, étant épuisée, la réputation de Cosson quant à cet auteur latin étant établie, il fut sollicité pour en préparer une nouvelle édition . Cosson fit tous ses efforts pour rendre ce travail digne des regards du public, retoucha presque en entier la version de son ancien confrère, et la publia en dix volumes in-12, 1775. 
Il avait obtenu le titre de « Professeur émérite », lorsque la révolution vint lui enlever, avec la pension, le fruit d'une vie consacrée tout entière à l'instruction publique.

### Durant la Révolution
Une autre carrière lui fut ouverte. M. Alexandre, qui avait été son élève et qui était resté son ami, l'emmena comme son secrétaire, lors de la mission qu'il remplit dans les départements du Rhin, et, peu de temps après, M. Rudler, chargé de l'organisation des pays conquis sur la rive gauche du Rhin, lui confia les fonctions de commissaire du gouvernement près de l'administration départementale du Mont-Tonnerre. Il les remplit deux ans à la satisfaction de ses supérieurs et de ses collègues, sut se défendre également de la faiblesse et de la dureté, et faire respecter en lui le nom français. 
Dénoncé par un de ces hommes qui croyaient la fierté républicaine incompatible avec l'aménité des formes et la douceur du caractère, il fut rappelé à Paris, et vit sa tranquillité compromise par une suite des soupçons qu'avait inspirés son dénonciateur. Le nuage fut bientôt dissipé, et l'examen de ses papiers, la franchise de ses réponses, lui firent à l'instant rendre la liberté; mais le coup avait porté. 
Depuis ce moment, il ne fit plus que languir, et mourut le 18 juillet 1801. 

### Parenté
Il est le frère de la poétesse Charlotte-Catherine Cosson de La Cressonnière.

## Œuvres
- Les progrès des modernes ne dispensent pas de l'étude des anciens, Brocas & Humblot, 1764, 45 p.
- Éloge de Pierre Terrail, dit le chevalier Bayard, sans peur et sans reproche, Amsterdam & Paris : J. Barbou, 1770
- Memorabilis peregrinatio, poetica et historica narratiuncula. - Le Voyage mémorable, nouvelle historique et poétique.
- Ode à monsieur Le Gendre, étudiant en mathématiques au collège Mazarin, à l'occasion de sa thèse, Paris : L.-F. Delatour , 1770, in-4°, 4p.
- La nymphe du Loir, a monseigneur, monseigneur le duc de Praslin, pair de France, ministre de la marine &c. à son passage par La Flèche, dont il est seigneur & gouverneur, après avoir visité les ports de Bretagne, 4 p.
- Discours prononcé à l'ouverture des écoles publiques de Mayence, département du Mont-Tonnerre, par le commissaire du Directoire exécutif. Le 1er frimaire, an 7e, etc Éditions Andreas Crass, Mayence, 1798
- La souveraineté du peuple: Hymne pour la célébration de cette fête dans la ville de Mayence, 4 p.
- Chant civique pour la fête nationale en l'honneur de l’Être Suprême, 4 p.

- Il est aussi l'auteur d'un Discours sur l'assassinat des ministres plénipotentiaires à Rastadt, 1799 [3].